# Abbaye de Monte Senario
L'abbaye de Monte Senario se situe au sommet du Monte Senario, colline de (818 m d'altitude), située à Vaglia, à 16 km de Florence (Toscane) en Italie.

## Histoire
À Florence, le XIIIe siècle était une période marquée par l’effervescence de la vie religieuse, comme en témoigne la Legenda de Origine Ordinis, un document ancien datant de 1317.
Sept hommes (Alexis Falconieri, Bonfils, Amadio, Bonagiunta, Manetto, Sostegno et Ugoccio) donnèrent naissance, près de Florence (ce qui est aujourd'hui la Piazza della Santissima Annunziata de Florence) en 1233, à l'ordre des Servites de Marie par le don de l'Esprit Saint. On les appela "les sept saints fondateurs" (de l’ordre des Servites de Marie).

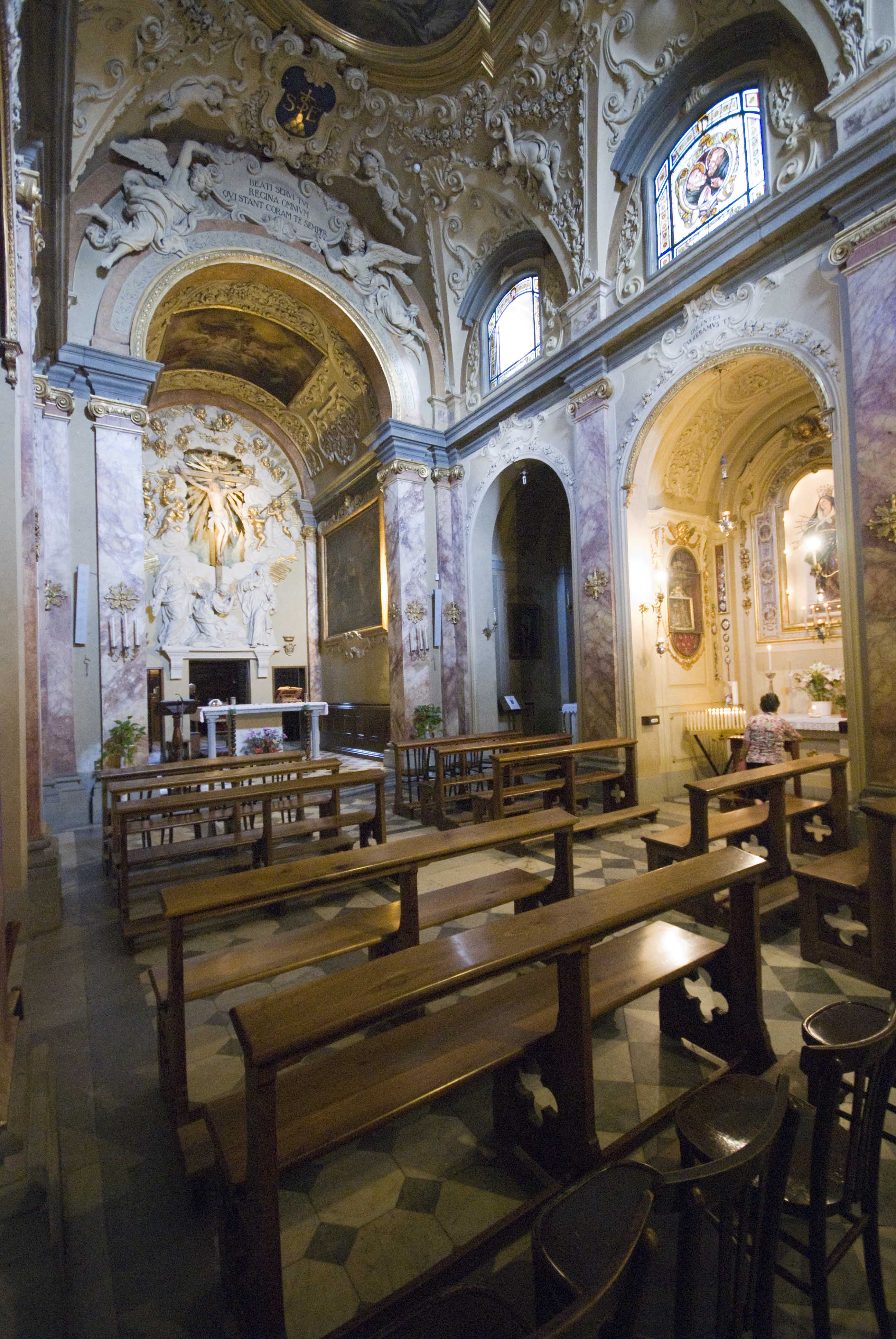
L'intérieur de l'église.

Le 12 juin 1241, Giuliano de Bivigliano (Florence), né Ubaldini, famille qui dominait alors le pays du Mugello, offrit, pour le rachat de son âme, à Ardingo, évêque de Florence (1231–1247), le tiers d’un bois situé sur le mont dit Asinario. Ce mont avait reçu plusieurs appellations aux XIIIe et XIVe siècles. Certains l’appelaient Monte Asinario ou Asinaro, car il n’était accessible que par l’âne (asina = âne). D’autres encore l’appelaient Monte Sonorio ou Sonaio, en référence au phénomène acoustique de l’écho. D’autres enfin le désignaient par Monte Senario car il s’élève au-dessus d’un groupe de 6 coteaux (Spicchio, Pian di Messere, Sangianna, Monteronzoli, Poggione, Cantalupo). De toutes ces appellations, c’est le dernier qui a prévalu : Monte Senario. 
C’est là que les pères fondateurs s'isolèrent vers 1245 sous la protection de l’évêque Ardengo Trotti, loin des centres de batailles politiques et d’éventuelles représailles.

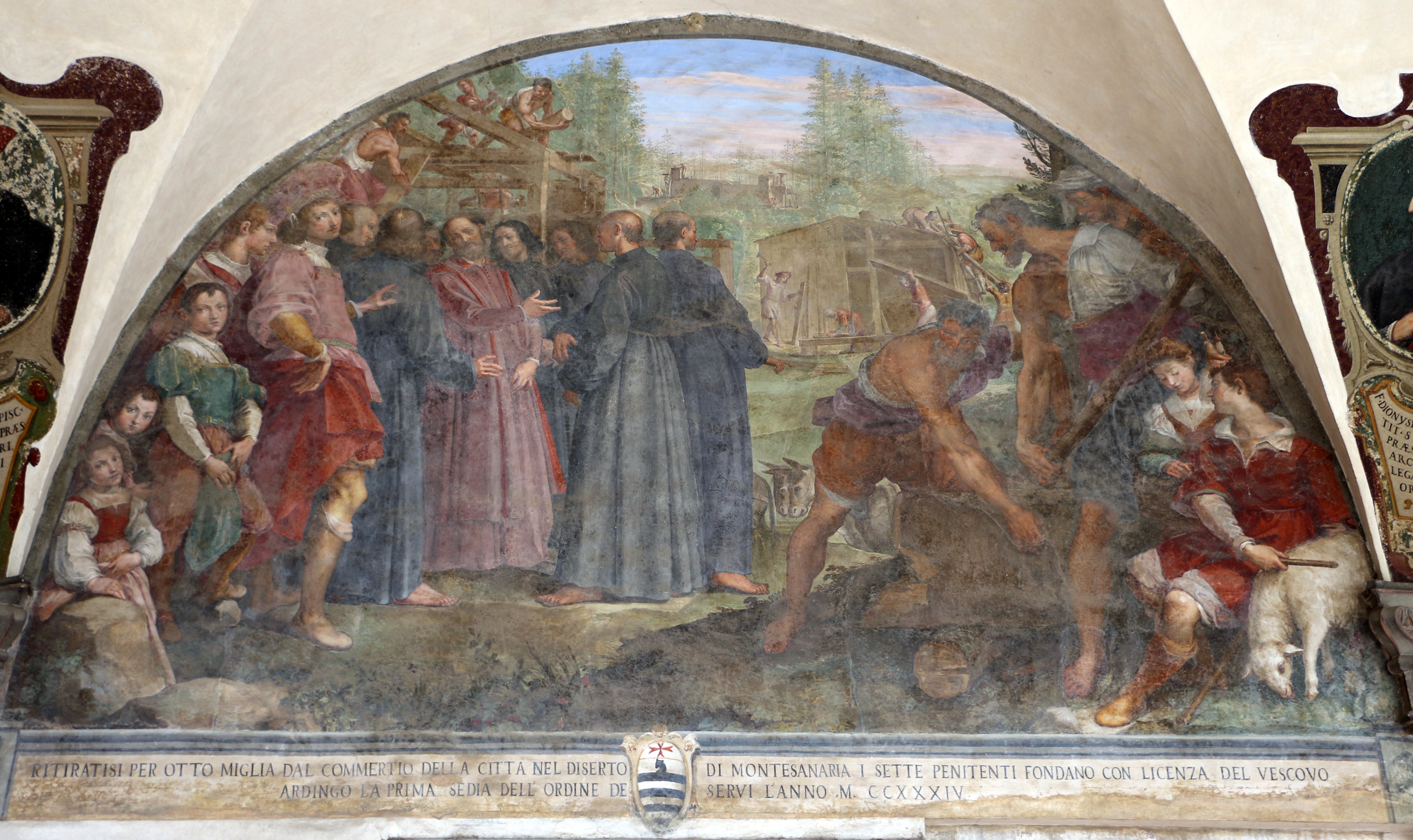
Fresque au cloître de Monte Senario de Bernardino Poccetti.

En 1600, au cours des travaux de réfection de l’église, les dépouilles mortelles des sept premiers pères ont été retrouvées  dans une tombe commune (confirmation de leur présence sur le mont). Leurs restes sont conservées dans une urne funéraire en bronze doré.
De nos jours, Monte Senario est un centre de vie monastique pour religieux et religieuses Servites de Marie.